# Carcharhinus sorrah
Carcharhinus sorrah (Müller & Henle, 1839) è una specie di squalo del genere Carcharhinus e della famiglia Carcharhinidae.

## Areale
Abitano l'Oceano Indiano e quello Pacifico occidentale. Dal Mar Rosso e l'Africa orientale in particolare presso il Madagascar, Mauritius e le Seychelles sino alle Filippine, alla Cina, all'Australia. Sono stati rinvenuti anche presso Vanikoro e le Isole Salomone. In modo più raro si osservano presso il Golfo di Aden, il Golfo di Oman e lo Sri Lanka.

## Habitat
Vivono in acque tra la superficie ed i 140 metri di profondità, spesso presso barriere coralline.

## Aspetto
Il record di dimensioni per questa specie è di 160 cm, mentre quello di massa corporea è di 28 kg. La massima età mai riscontrata è di 8 anni. Il corpo è snello ed allungato, il muso arrotondato, gli occhi grandi e circolari, i denti serrati e con cuspidi oblique. La seconda pinna dorsale è molto ridotta in dimensioni. La cresta interdorsale è presente. Le punte delle pinne pettorali, dorsale ed il lobo inferiore della caudale sono scure. La prima dorsale ha una punta sottile, ma visibilmente scura, mentre le pinne pelviche e ed il lobo superiore della caudale sono monotinta. Il corpo in senso generale è grigio o marrone sul dorso, bianco sul ventre con una zona dorata tra le fessure branchiali e gli occhi. Una banda scura si estende sui fianchi a partire dalle pinne pelviche verso la coda.

## Comportamento
Normalmente frequentano acque costiere anche se a volte si trovano anche al largo. Tendono inoltre a spostarsi vicino al fondo durante il giorno ed a risalire in superficie nelle ore notturne. Spesso nel corso della loro vita non si muovono per più di 50 km, ma succede che emigrino per un totale di 1000. Anche se prediligono pesci teleosti, si nutrono occasionalmente di cefalopodi e crostacei

## Riproduzione
La specie è vivipara

## Interazioni con l'uomo
Viene catturato con una certa regolarità attraverso tutto il suo areale specialmente ad opera di pescherecci di scala ridotta. La sua carne viene utilizzata per l'alimentazione umana e le pinne alimentano il famoso commercio asiatico. Dall'olio del fegato si estraggono vitamine e le viscere come esca per altri pesci.